# میراث (نمایشنامه)
میراث یک نمایشنامهٔ تک‌پرده‌ای از بهرام بیضایی است، نوشته به سالِ ۱۳۴۶، که نخستین بار آذرماهِ همین سال به کارگردانیِ نویسنده در تالارِ ۲۵ شهریورِ تهران به نمایش درآمد.

## متن
میراث در بهارِ ۱۳۴۶ نوشته شد و نخستین بار دی ماهِ همین سال در جُنگِ کتاب نمایش چاپ شد. سالِ ۱۳۵۵ این تک‌پرده‌ای با ضیافت در کتابِ میراث و ضیافت آمد و در ۱۳۸۲ صورتِ بازنگریسته‌اش همراهِ نمایشنامه‌های دیگرِ دههٔ ۱۳۴۰ نویسنده در دیوان نمایش منتشر شد. همین متنِ جدید از دیِ ۱۳۹۳ باز هم با ضیافت در مجموعهٔ کوچکی این بار با نامِ ضیافت / میراث منتشر شد.

## نخستین نمایش
در غیابِ عبّاس جوانمرد، بیضایی این نمایش را با اعضای گروهِ هنرِ ملّی تمرین و کارگردانی کرد و در آذرِ ۱۳۴۶ با ضیافت در تالارِ ۲۵ شهریورِ تهران نمایش داد. بازیگرانِ اصلیِ این نمایش مهین مهرک و جمشید مشایخی و جمشید لایق و حسین کسبیان و محمود دولت‌آبادی بودند.